# Catalina (Rumunia)
Catalina (węg. Szentkatolna) – wieś w Rumunii, w okręgu Covasna, w gminie Catalina. W 2011 roku liczyła 1372 mieszkańców.